# Atheroides serrulatus
Atheroides serrulatus är en insektsart. Atheroides serrulatus ingår i släktet Atheroides och familjen långrörsbladlöss. Inga underarter finns listade i Catalogue of Life.